# 天苑增一
波江座20，又名BD-17 699，HD 22470、SAO 149063、HR 1100，是波江座的一颗恒星，视星等为5.23，位于銀經207.47，銀緯-50.85，其B1900.0坐标为赤經3h 31m 44s，赤緯-17° -50.85′ 53″。